# Kösre, Aksu
Kösre là một xã thuộc huyện Aksu, tỉnh Isparta, Thổ Nhĩ Kỳ. Dân số thời điểm năm 2011 là 126 người.